# JR貨物UT11K形コンテナ
UT11K形コンテナ（UT11Kがたコンテナ）は、日本貨物鉄道（JR貨物）輸送用として籍を編入している、20 ft形の私有コンテナ（タンクコンテナ）である。

## 概要
本形式の数字部位 「 11 」は、コンテナの容積を元に決定される。このコンテナ容積11 m3の算出は、厳密には端数四捨五入計算の為に、内容積10.5 m3 - 11.4 m3の間に属するコンテナが対象となる。
また形式末尾のアルファベット一桁部位 「 K 」は、恒常的に鉄道輸送するISO 668規格の国際海上コンテナを私有化した、危険品タンクコンテナに付与されている。

## 特記事項
もともと、国際的なタンクコンテナの内容物は、液体又は気体類である。従って、海上コンテナ由来の本コンテナでは、日本国内仕様の鉄道用私有タンクコンテナにみられるような粉末又は、粒状貨物類は積載できない。

## 番台毎の概要

### 90000番台
90001
日本石油輸送所有、シクロペンタン専用。最大総重量13.5 t。海上コンテナ専用タイプコード (20 K2)。
※当コンテナ登録時の『形式付与指針（共通5,000 - 欄を参照）』では、最大総重量13.5 tを示す、5000番台形式（95000〜）とはなっていない事例。
海上コンテナ専用シリアルコード
90001:JOTU371181[0]

### 95000番台
95001 ・ 95002
日本石油輸送所有、環境配慮型クレオソート油専用。最大総重量13.2 t。海上コンテナ専用タイプコード (20 T6)。
海上コンテナ専用シリアルコード
95001:JOTU371018[3]
95002:JOTU371099[0]
95003 - 95006
日本石油輸送所有、ASHLAND(アシュランド・ジャパン)借受、イソキュア専用。最大総重量13.2 t。海上コンテナ専用タイプコード (20 T6)。
海上コンテナ専用シリアルコード
95003:JOTU371072[3]
95004:JOTU371075[3]
95005:JOTU371088[2]
95006:JOTU371090[1]
95007
日本石油輸送所有、シクロペンタン専用。最大総重量13.2 t。海上コンテナ専用タイプコード (20 T6)。
海上コンテナ専用シリアルコード
95007:JOTU371014[1]
95008
日陸所有、モノメチルアミン40%水溶液専用。最大総重量13.5 t。海上コンテナ専用タイプコード (20 T6)。
海上コンテナ専用シリアルコード
95008:NRSU381016[8]
95009
日本石油輸送所有、40%亜硝酸ソーダ液専用。最大総重量13.4 t。海上コンテナ専用タイプコード (20 T6)。
海上コンテナ専用シリアルコード
95009:JOTU371007[5]
95010 - 95013
日本石油輸送所有、ダイヤナール専用。最大総重量13.2 t。海上コンテナ専用タイプコード (20 T6)。
海上コンテナ専用シリアルコード
95010:JOTU371027[0]
95011:JOTU371031[0]
95012:JOTU371034[7]
95013:JOTU371035[2]
95014
日本石油輸送所有、m-クレゾール専用。最大総重量13.2 t。海上コンテナ専用タイプコード (20 T6)。
海上コンテナ専用シリアルコード
95014:JOTU371095[9]
95015
日本石油輸送所有、フェノール専用。最大総重量13.2 t。海上コンテナ専用タイプコード (20 T6)。
海上コンテナ専用シリアルコード
95015:JOTU371057[9]
95016
日本石油輸送所有、プロミネート専用。最大総重量13.2 t。海上コンテナ専用タイプコード (20 T6)。
海上コンテナ専用シリアルコード
95016:JOTU371098[5]
95017
不　明
95018 ・ 95019
日本石油輸送所有、MDI専用。最大総重量13.2 t。海上コンテナ専用タイプコード (20 T6)。
海上コンテナ専用シリアルコード
95018:不明
95019:JOTU371058[4]
95020
不　明
95021 - 95023
日本石油輸送所有、ヒドロキシアナログ（メチオニン）専用。最大総重量13.2 t。海上コンテナ専用タイプコード (20 T6)。
※旧形式貸車である「コキ50000形式積載可」なる、非常に珍しい記載がされている。
海上コンテナ専用シリアルコード
95021:JOTU371063[0]
95022:JOTU371064[5]
95023:JOTU371087[7]
95024
日本石油輸送所有、ポリエステルポリオール専用。最大総重量13.5 t。海上コンテナ専用タイプコード (20 T6)。
海上コンテナ専用シリアルコード
95024:JOTU371079[5]
95025
日本石油輸送所有、リーフアルコール専用。最大総重量13.5 t。海上コンテナ専用タイプコード (20 T6)。
海上コンテナ専用シリアルコード
95025:JOTU371071[1]
95026
日陸所有、ワニス専用。最大総重量13.5 t。海上コンテナ専用タイプコード (20 T6)。
海上コンテナ専用シリアルコード
95026:NRSU381100[9]
95027
日陸所有、酢酸エチル専用。最大総重量13.2 t。海上コンテナ専用タイプコード (20 T5)。
海上コンテナ専用シリアルコード
95027:NRSU382003[7]
95028
日本石油輸送所有、MDI専用。最大総重量13.5 t。海上コンテナ専用タイプコード (20 T6)。
海上コンテナ専用シリアルコード
95028:JOTU371101[9]
95029 ～ 95031
日本石油輸送所有、MDI専用。最大総重量13.5 t。海上コンテナ専用タイプコード (20 T6)。
海上コンテナ専用シリアルコード
95029:JOTU371108[7]
95030:JOTU371109[2]
95031:JOTU371110[6]
95032
不　明
95033 • 95034
日本石油輸送所有、エネオス借受、パラフィンワックス専用。最大総重量13.5 t。海上コンテナ専用タイプコード (20 T6)。
海上コンテナ専用シリアルコード
95033:JOTU371005[4]
95034:JOTU371006[0]
95035 - 95037
日本石油輸送所有、アクリエステルTB専用。最大総重量13.5 t。海上コンテナ専用タイプコード (20 T6)。
海上コンテナ専用シリアルコード
95035:JOTU371116[9]
95036:JOTU371117[4]
95037:JOTU371118[0]
95038
日本石油輸送所有、ポリエステルポリオール専用。最大総重量13.5 t。海上コンテナ専用タイプコード (20 T6)。
海上コンテナ専用シリアルコード
95038:JOTU371130[1]
95039
日本石油輸送所有、メタクリル酸専用。最大総重量13.5 t。海上コンテナ専用タイプコード (20 T6)。
海上コンテナ専用シリアルコード
95039:JOTU371070[6]
95040 ・ 95041
日本石油輸送所有、モノクロロベンゼン専用。最大総重量13.5 t。海上コンテナ専用タイプコード (20 T6)。
海上コンテナ専用シリアルコード
95040:JOTU371021[8]
95041:JOTU371069[2]
95042 ・ 95043
日本石油輸送所有、HDI専用。最大総重量13.5 t。海上コンテナ専用タイプコード (20 T6)。
海上コンテナ専用シリアルコード
95042:JOTU371082[0]
95043:JOTU371083[5]
95044 ・ 95045
不　明
95046
日陸所有、コスモネートM-200専用。最大総重量13.5 t。海上コンテナ専用タイプコード (20 T6)。
海上コンテナ専用シリアルコード
95046:NRSU391103[4]
95047
中央通運所有、シリコーン溶液専用。最大総重量13.4 t。海上コンテナ専用タイプコード (20 T6)。
※両端フレーム上部に、積載時の方向を指定する「前」・「後」の記載がある。
海上コンテナ専用シリアルコード
95047:CHUU201225[6]
95048
日本石油輸送所有、TDI専用。最大総重量13.5 t。海上コンテナ専用タイプコード (20 T6)。
海上コンテナ専用シリアルコード
95048:JOTU371107[1]
95049 - 95051
不　明
95052
日本石油輸送所有、P-MDI専用。最大総重量13.5 t。海上コンテナ専用タイプコード (20 T6)。
海上コンテナ専用シリアルコード
95052:JOTU371085[6]
95053
日陸所有、CAPASTE（電解液）専用。最大総重量13.5 t。海上コンテナ専用タイプコード (20 T6)。
海上コンテナ専用シリアルコード
95053:NRSU391108[1]
95054 ・ 95055
日本石油輸送所有、TDI専用。最大総重量13.5 t。海上コンテナ専用タイプコード (20 T6)。
海上コンテナ専用シリアルコード
95054:JOTU371132[2]
95055:JOTU371133[8]
95056
日本石油輸送所有、アクリル酸メチル専用。最大総重量13.5 t。海上コンテナ専用タイプコード (20 T6)。
海上コンテナ専用シリアルコード
95056:JOTU371134[3]
95057
不　明
95058
日本石油輸送所有。、MDI専用。最大総重量13.5 t。海上コンテナ専用タイプコード (20 T6)。
海上コンテナ専用シリアルコード
95058:JOTU371030[5]
95059 - 95062
日本石油輸送所有、ダイヤナール専用。最大総重量13.5 t。海上コンテナ専用タイプコード (20 T6)。
海上コンテナ専用シリアルコード
95059:JOTU371025[0]
95060:JOTU371028[6]
95061:JOTU371029[1]
95062:JOTU371033[1]
95063
日本石油輸送所有、ポリメチレンポリフェニルポリイソシアネート専用。最大総重量13.2t。海上コンテナ専用タイプコード (20 T6)。
海上コンテナ専用シリアルコード
95063:JOTU371001[2]
95064
不　明
95065
日本石油輸送所有、TDA専用。最大総重量13.5 t。海上コンテナ専用タイプコード (20 T6)。
海上コンテナ専用シリアルコード
95065:JOTU371124[0]
95066 ・ 95067
不　明
95068 - 95070
日本石油輸送所有、ジエチレングリコール専用。最大総重量13.37 t。海上コンテナ専用タイプコード (20 K2)。
海上コンテナ専用シリアルコード
95068:JOTU371166[2]
95069:JOTU371167[8]
95070:JOTU371168[3]
95071
日本石油輸送所有、アクリルアマイド専用。最大総重量13.5 t。海上コンテナ専用タイプコード (20 K2)。
海上コンテナ専用シリアルコード
95071:JOTU371182[6]
95072
日本石油輸送所有、TDA専用。最大総重量13.5 t。海上コンテナ専用タイプコード(20 K2)。
海上コンテナ専用シリアルコード
95072:JOTU371183[2]
95073
日本石油輸送所有、リーフアルコール専用。最大総重量13.5 t。海上コンテナ専用タイプコード (20 K2)。
海上コンテナ専用シリアルコード
95073:JOTU371188[9]
95074
日本石油輸送所有、メチオニンヒドロキシアナログ専用。最大総重量13.5 t。海上コンテナ専用タイプコード (20 K2)。
※旧形式貸車である「コキ50000形式積載可」なる、非常に珍しい記載がされている。
海上コンテナ専用シリアルコード
95074:JOTU371190[8]
95075
日本石油輸送所有、58%硝酸アンモニウム水溶液専用(元メタクリル酸専用)。最大総重量13.5 t。海上コンテナ専用タイプコード (20 K2)。
海上コンテナ専用シリアルコード
95075:JOTU371070[6]
元UT11K-95039
95076 ・ 95077
日本石油輸送所有、アクリルアマイド専用。最大総重量13.5 t。海上コンテナ専用タイプコード (20 K2)。
海上コンテナ専用シリアルコード
95076:JOTU371165[7]
95077:JOTU371172[3]
95078
日陸所有、クマロン樹脂専用。最大総重量13.5 t。海上コンテナ専用タイプコード (20 T6)。
※「トップリフター使用禁止」なる、非常に珍しい記載がされている。
海上コンテナ専用シリアルコード
NRSU391096[9]
95079
日輪所有、メタクリル酸専用。最大総重量13.5 t。海上コンテナ専用タイプコード (20 K2)。
海上コンテナ専用シリアルコード
95079:SUNU111403[3]
95080
日本石油輸送所有、M3MP専用。最大総重量13.5 t。海上コンテナ専用タイプコード (20 K2)。
海上コンテナ専用シリアルコード
95080:JOTU371209[9]
95081
日本石油輸送所有、コスモネートTM専用。最大総重量13.5 t。海上コンテナ専用タイプコード (20 T6)。
海上コンテナ専用シリアルコード
95081:JOTU371155[4]
95082
日本石油輸送所有、TDI専用(元コスモネートTM専用)。最大総重量13.5 t。海上コンテナ専用タイプコード (20 K2)。
海上コンテナ専用シリアルコード
95082:JOTU371191[3]
95083
日本石油輸送所有、コスモネートTM専用。最大総重量13.5 t。海上コンテナ専用タイプコード (20 K2)。
海上コンテナ専用シリアルコード
95083:JOTU371192[9]
95084
不　明
95085 - 95089
日陸所有、コスモネート T-80専用。最大総重量13.41 t。海上コンテナ専用タイプコード (20 T6)。
※「トップリフター使用禁止」なる、非常に珍しい記載がされている。
海上コンテナ専用シリアルコード
95085:不明
95086:NRSU391023[3]
95087:NRSU391005[9]
95088:NRSU391111[6]
95089:NRSU391118[4]
95090 • 95091
不　明
95092
日本石油輸送所有、MECTATE専用。最大総重量13.5 t。海上コンテナ専用タイプコード (20 K2)。
海上コンテナ専用シリアルコード
95092:JOTU371210[2]
95093
日本石油輸送所有、タケネート専用。最大総重量13.5 t。海上コンテナ専用タイプコード (20 T6)。
海上コンテナ専用シリアルコード
95093:JOTU371121[4]
95094 - 95097
日本石油輸送所有、タケネート専用。最大総重量13.5 t。海上コンテナ専用タイプコード (20 K2)。
海上コンテナ専用シリアルコード
95094:JOTU371200[0]
95095:JOTU371206[2]
95096:JOTU371207[8]
95097:JOTU371208[3]
95098 • 95099
日本石油輸送所有、PDI専用。最大総重量13.5 t。海上コンテナ専用タイプコード (20 K2)。
海上コンテナ専用シリアルコード
95098:JOTU371197[6]
95099:JOTU371194[0]
95100 ・ 95101
不　明
95102
日輪所有、メタクリル酸専用。最大総重量13.5 t。海上コンテナ専用タイプコード (20 K2)。
海上コンテナ専用シリアルコード
95102:SUNU111402[8]
95103
日本石油輸送所有、PGMF専用。最大総重量13.5 t。海上コンテナ専用タイプコード (20 K2)。
海上コンテナ専用シリアルコード
95103:JOTU371219[1]
95104 ・ 95105
日本石油輸送所有、ポリオールプレミックス専用。最大総重量13.5 t。海上コンテナ専用タイプコード (20 T6)。
海上コンテナ専用シリアルコード
95104:JOTU371019[9]
95105:JOTU371120[9]
95106
日本石油輸送所有、フェノール専用。最大総重量13.5 t。海上コンテナ専用タイプコード (20 K2)。
海上コンテナ専用シリアルコード
95106:JOTU371218[6]
95107 ・ 95108
日本石油輸送所有、アリルグリシジルエーテル専用。最大総重量13.5 t。海上コンテナ専用タイプコード (20 K2)。
海上コンテナ専用シリアルコード
95107:JOTU371198[1]
95108:JOTU371202[9]
95109 - 95113
日本石油輸送所有、1,4ブタンジオール専用。最大総重量13.5 t。海上コンテナ専用タイプコード (20 K2)。
海上コンテナ専用シリアルコード
95109:JOTU371213[9]
95110:JOTU371214[4]
95111:JOTU371215[0]
95112:JOTU371216[5]
95113:JOTU371217[0]
95114
日本石油輸送所有、クレオソート油専用。最大総重量13.5 t。海上コンテナ専用タイプコード (20 K2)。
海上コンテナ専用シリアルコード
95114:JOTU371230[8]
95115
不　明
95116
日本石油輸送所有、クレオソート油専用。最大総重量13.5 t。海上コンテナ専用タイプコード (20 K2)。
海上コンテナ専用シリアルコード
95116:JOTU371243[7]
95117
日本石油輸送所有、潤滑油専用。最大総重量13.5 t。海上コンテナ専用タイプコード (20 K2)。
海上コンテナ専用シリアルコード
JOTU371242[1]
95118 ・ 95119
日本石油輸送所有、アクリルアマイド専用。最大総重量13.5 t。海上コンテナ専用タイプコード (20 K2)。
海上コンテナ専用シリアルコード
95118:JOTU371231[3]
95119:JOTU371232[9]
95120 - 95122
日本石油輸送所有、タケネート専用。最大総重量13.5 t。海上コンテナ専用タイプコード (20 K2)。
海上コンテナ専用シリアルコード
95120:JOTU371233[4]
95121:JOTU371234[0]
95122:JOTU371235[5]
95123
日本石油輸送所有、アリルグリシジルエーテル専用。最大総重量13.5 t。海上コンテナ専用タイプコード (20 K2)。
海上コンテナ専用シリアルコード
95123:JOTU351250[3]
95124 ・ 95125
三菱ケミカル物流所有、ソルライトKIP専用。最大総重量13.5 t。海上コンテナ専用タイプコード (20 K2)。
海上コンテナ専用シリアルコード
95124:MLIU180501[0]
95125:MLIU180502[6]
95126
不　明
95127
日本石油輸送所有、アクリル酸2-ヒドロキシエチル専用。最大総重量13.5 t。海上コンテナ専用タイプコード (20 K2)。
海上コンテナ専用シリアルコード
95127:JOTU371227[3]
95128 ・ 95129
日本石油輸送所有、メタクリル酸80%水溶液専用専用。最大総重量13.5 t。海上コンテナ専用タイプコード (20 K2)。
海上コンテナ専用シリアルコード
95128:JOTU371256[6]
95129:JOTU371257[1]
95130 ・ 95131
日本石油輸送所有、メトキシエチルアクリレート専用。最大総重量13.5 t。海上コンテナ専用タイプコード (20 K2)。
海上コンテナ専用シリアルコード
95130:JOTU371258[7]
95131:JOTU371259[2]
95132
不　明
95133
日本石油輸送所有、1,4ブタンジオール専用。最大総重量13.5 t。海上コンテナ専用タイプコード (20 K2)。
海上コンテナ専用シリアルコード
95133:JOTU371267[4]
95134
日本石油輸送所有、オルガノシラン専用。最大総重量13.5 t。海上コンテナ専用タイプコード (20 K2)。
海上コンテナ専用シリアルコード
95134:JOTU371229[4]
95135
日本石油輸送所有、無水タール専用。最大総重量13.5 t。海上コンテナ専用タイプコード (20 T6)。
海上コンテナ専用シリアルコード
95135:JOTU371055[8]
95136 - 95138
トーヨーケム所有、DEA7-125専用(元水性塗料専用)。最大総重量13.5 t。海上コンテナ専用タイプコード (20 K2)。内容物の変更時にUT11G形からUT11K形に改番された。
海上コンテナ専用シリアルコード
95136:TOYU950020[5](元UT11G-95094)
95137:TOYU950021[0](元UT11G-95095)
95138:TOYU950022[6](UT11G-95096)
95139 • 95140
トーヨーケム所有、DEA7-125専用(元水性塗料専用)。最大総重量13.5 t。海上コンテナ専用タイプコード (20 T6)。
海上コンテナ専用シリアルコード
95139:TYCU005040[8](元UT11G-95018)
95140:TYCU005041[3](元UT11G-95019)
95141 - 95143
トーヨーケム所有、DEA7-125(元水性塗料専用)専用。最大総重量13.5 t。海上コンテナ専用タイプコード (20 K2)。
海上コンテナ専用シリアルコード
95141:TOYU950023[1](元UT11G-95097)
95142:TOYU950024[7](元UT11G-95098)
95143:TOYU950025[2](元UT11G-95099)
95144
日本石油輸送所有、無水タール専用。最大総重量13.5 t。海上コンテナ専用タイプコード (20 K2)。
海上コンテナ専用シリアルコード
95144:JOTU371008[0]
95145
日本石油輸送所有、メチオニンヒドロキシアナログ専用。最大総重量13.5 t。海上コンテナ専用タイプコード (20 K2)。※旧形式貸車である「コキ50000形式積載可」なる、非常に珍しい記載がされている。
海上コンテナ専用シリアルコード
95145:JOTU371300[6]
95146
不 明
95147 • 95148
日本石油輸送所有、PDI専用。最大総重量13.5 t。海上コンテナ専用タイプコード (20 K2)。
海上コンテナ専用シリアルコード
95147:JOTU371295[1]
95148:JOTU371296[7]
95149
日本石油輸送所有、MDI専用。最大総重量13.5 t。海上コンテナ専用タイプコード (20 K2)。
海上コンテナ専用シリアルコード
95149:JOTU372008[9]
95150 - 95155
三菱ケミカル物流所有、ジエチレングリコール専用。最大総重量13.5 t。海上コンテナ専用タイプコード (20 K2)。
海上コンテナ専用シリアルコード
95150:MLIU220501[0]
95151:MLIU220502[6]
95152:MLIU220601[7]
95153:MLIU220602[2]
95154:MLIU220701[3]
95155:MLIU220702[9]
95156 - 95158
トーヨーケム所有、DEA7-125専用。最大総重量13.5 t。海上コンテナ専用タイプコード (20 K2)。
海上コンテナ専用シリアルコード
95156:TOYU950026[8]
95157:TOYU950027[3]
95158:TOYU950028[9]
95159
日本石油輸送所有、PGMF専用。最大総重量13.5 t。海上コンテナ専用タイプコード (20 K2)。
海上コンテナ専用シリアルコード
95159:JOTU371299[3]
95160
日本石油輸送所有、TDI専用(元ポリエーテルポリオール専用)。最大総重量13.5 t。海上コンテナ専用タイプコード (20 T6)。
海上コンテナ専用シリアルコード
95160:JOTU371077[4]
95161
日本石油輸送所有、TDI専用(元ポリエーテルポリオール/コスモネートTM-20専用)。最大総重量13.5 t。海上コンテナ専用タイプコード (20 T6)。
海上コンテナ専用シリアルコード
95161:JOTU371041[3](元UT11G-95026)
95162 - 95164
日本石油輸送所有、コスモネートTM-20専用(元ポリエーテルポリオール/TDI専用)。最大総重量13.5 t。海上コンテナ専用タイプコード (20 K2)。
海上コンテナ専用シリアルコード
95162:JOTU371195[5](元UT11G-95067)
95163:JOTU371196[0](元UT11G-95068)
95164:JOTU371236[0](元UT11G-95076)
95165 • 95166
日本石油輸送所有、PF-XDI専用。最大総重量13.5 t。海上コンテナ専用タイプコード (20 K2)。
海上コンテナ専用シリアルコード
95165:JOTU371287[0]
95166:JOTU371288[5]
95167
日本石油輸送所有、EHMA専用。最大総重量13.5t。海上コンテナ専用タイプコード (20 K2)。 海上コンテナ専用シリアルコード
95167:JOTU371281[0]
95168
日本石油輸送所有、無水タール専用。最大総重量13.5 t。海上コンテナ専用タイプコード (20 K2)。
海上コンテナ専用シリアルコード
95168:JOTU371248[4]
95169
不 明
95170
日本石油輸送所有、FGS-SI-CG専用。最大総重量13.5 t。海上コンテナ専用タイプコード (20 K2)。
海上コンテナ専用シリアルコード
95170:JOTU371298[8]

## 外部サイト
- コンテナの絵本
- コンテナ日和